# Kemsing
Kemsing is een civil parish in het bestuurlijke gebied Sevenoaks, in het Engelse graafschap Kent met 4218 inwoners.